# Поґожелець (Пултуський повіт)
Поґожелець (пол. Pogorzelec) — село в Польщі, у гміні Покшивниця Пултуського повіту Мазовецького воєводства.
Населення — 220 осіб (2011).
У 1975-1998 роках село належало до Цехановського воєводства.

## Демографія
Демографічна структура станом на 31 березня 2011 року:
|          | Загалом | Допрацездатний вік | Працездатний вік | Постпрацездатний вік |
| -------- | ------- | ------------------ | ---------------- | -------------------- |
| Чоловіки | 112     | 33                 | 70               | 9                    |
| Жінки    | 108     | 25                 | 60               | 23                   |
| Разом    | 220     | 58                 | 130              | 32                   |